# Ajka-Mijnmuseum
Het Ajka-Mijnmuseum van Hongarije, ligt op 10 km van de stad Ajka op een heuvel in het Bakony-woud. Het ligt zuidelijk langs de bergweg naar het dorpje Padragkút. Even ten zuiden, voorbij Ajka zijn de bauxiet-verwerkingsfabrieken, waarvan de tenders via een kabelbaan vanaf de nieuwe mijn op de berg, naar de fabrieken glijden.
In deze voormalige Ajka-mijn vond in 1909 een catastrofale mijnramp plaats. Er stierven 55 mijnwerkers aan de verstikkingsdood door gassen. In 1959 werd de mijn definitief gesloten wegens gevaar voor instorten en verouderde mijngangen.
Vanaf dan werd het een mijnmuseum waar men boven de berg, tenders, mijntreintjes, transportbanden, een mijnschacht en een nagemaakte mijnschacht kan bezoeken. Ook de machinerie voor het bedienen van de mijnlift kan men in dit museum bekijken. In de nagemaakte bovengrondse mijnschacht liggen drilboren, pijpen, grote boorkoppen en ander materieel tentoongesteld. 
Men kan ook het Gesteentemuseum bezoeken waar alle denkbeeldige gesteentes, edelmetalen en prehistorische vondsten zijn te bewonderen, zoals een mammoetbeen, anemonen, fossielen, de versteende resten van een Mosasauriër en een versteende boomstronk die op circa 5 miljoen jaar wordt gedateerd. Deze tentoongestelde gesteenten en edelmetalen, zoals onder andere goud, zilver, opaal, ametist, kobalt, saffier, enz. komen vanuit de hele wereld en worden in glazen kasten tentoongesteld. 
In Ajka wordt bauxiet gewonnen, dat voor het land van betekenis is. Uit bauxiet wordt aluminium gewonnen. Na Rusland en Oekraïne is Hongarije het derde land in de wereld dat beschikt over uitgebreide geologische mangaanvoorraden. Ook in het zuiden van Frankrijk, onder andere nabij Les Baux-de-Provence, wordt ook bauxiet gewonnen, doch in 1991 werd de productie gestaakt.
Tegenwoordig is Australië dé grootste leverancier.
De productie was aanvankelijk circa 18.000 ton per jaar, doch is nu, door een gestage ontwikkeling van de winning reeds tot het tienvoudige opgelopen.